# Victoraș Astafei
Victoraș Astafei (Târgu Mureș, 6 luglio 1987) è un calciatore rumeno, attaccante dell'ACS Târgu Mureș.

## Carriera
Ha giocato nella massima serie dei campionati rumeno e malaysiano.

## Palmarès

### Club

#### Competizioni nazionali
- Druga hrvatska nogometna liga: 1

HNK Gorica: 2017-2018